# Ghazaros Aghayan
Ghazaros Aghayan (en arménien Ղազարոս Աղաեան ; Bolnis-Khachen, 5 avril 1840 - Tiflis, 20 juin 1911) était un écrivain, éducateur, folkloriste et linguiste célèbre d'Arménie.
Il changea de profession presque toute sa vie : il fut bohème, troubadour, chasseur, employé d'usine et horticulteur jusqu'à ce qu'il participe à la renaissance culturelle de l'Arménie au XIXe siècle, au côté de Michael Nalbandian.